# Geolyces attesaria
Geolyces attesaria är en fjärilsart som beskrevs av Walker 1860. Geolyces attesaria ingår i släktet Geolyces och familjen mätare. Inga underarter finns listade i Catalogue of Life.